# 曹邕
曹 邕（そう よう、? - 229年）は、中国三国時代の魏の皇族。父は曹丕（文帝）。母は蘇姫。
黄初2年（221年）、淮南公となり九江郡を統治した。翌黄初3年（222年）、領国はそのままで淮南王に昇進した。
翌黄初4年（223年）に改封され陳王となり、黄初6年（225年）にはさらに改封され邯鄲王となった。太和3年（229年）に死去。邯鄲懐王と諡された。